# Delta interior del Níger
El delta interior del riu Níger, també anomenat el Macina, és una extensa zona de llacs i planes d'inundació en el semiàrid Sahel africà del centre de Mali, just al sud del desert del Sàhara. El delta interior fa uns 400 km de llargada, consta del curs mitjà del riu Níger, entre on es bifurca el riu Níger i el seu afluent el riu Bani, el qual des d'aquest punt es dirigeix cap al nord, al desert. En aquesta regió deltaica interior es troben les localitats de Mopti, Sévaré i Djenné, on hi ha una gran mesquita feta de maons.
Les ètnies Fulani i Dogon habiten la regió de Macina, en total hi viuen unes 500.000 persones. La major part de la zona té un clima àrid i càlid amb forts vents que venen del Sàhara que fan pujar la temperatura a més de 40 °C. Durant l'estació humida, que va de juliol a setembre, la terra queda inundada i irrigada. Quan arriba l'estació seca, el Macina es converteix en una xarxa de llacs i canals. Els productes agrícoles més importants són la ramaderia, el mill i l'arròs. També hi ha pesca i molts ocells en l'estació humida.
A principi del segle xix, Seku Amadu fundà l'Imperi Massina en aquesta regió i el 1820 va construir la capital a Hamdullahi.

## Ecologia

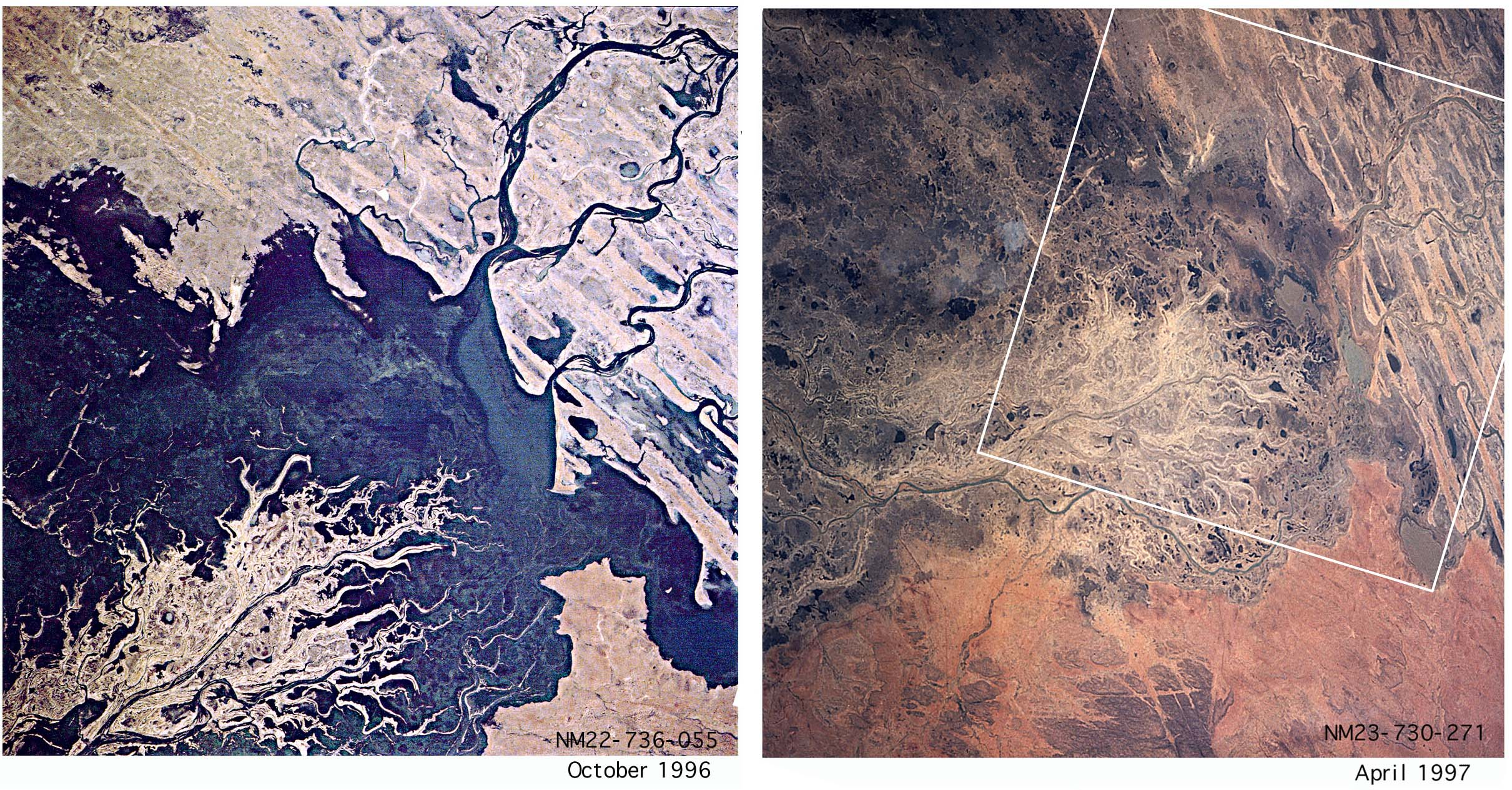
Octubre de 1996: la vegetació és de color verd fosc i contrsata amb el desert circumdant. L'abril de 1997, les zones humides ja estaven seques i el delta té un color uniforme.

L'ecosistema del delta interior del Níger depèn molt de la quantitat de pluja i inundació que rep.
També l'impacte humà per la pastura dels ramats i l'agricultura de regadiu o de secà depèn molt de la quantitat de pluja i la disponibilitat d'aigua.

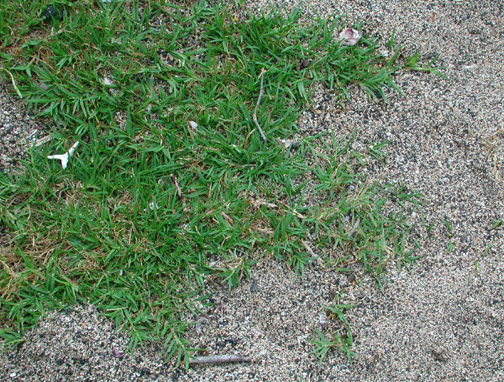
Cynodon dactylon, una herba característica de zones molt pasturades

El delta interior forma un gran i verd oasis. En les zones que més sovint i durant més temps s'inunden hi ha més cobertora d'arbres o de plantes altes. El 80% de la vegetació que cobreix el delta interior és herbàcia.
La coberta de vegetació canvia arribant a ser del 100% durant i poc després de l'estació d'inundació. Només les parts baixes prop d'una massa persistent d'aigua estan vegetades durant tot l'any.
Es distingeixen tres zones:
- Delta del sud amb Acroceras amplectens i Echinochloa pyramidalis, (Echinochloa stagnina) i Eragrostis atrovirens.
- Bandes exteriors amb Andropogon gayanus, Cynodon dactylon, i Hyparrhenia dissoluta. Al llarg dels cursos d'aigua hi ha Mimosa asperata i Salix chevalieri amb Cyperus maculatus
- Delta del nord amb Hyphaene thebaica i Borassus aethiopum, Acacia nilotica, Guarea senegalensis, Mimosa asperata i Ziziphus mauritiana.

Al delta interior hi ha nombrosos ocells incloent els ibis i la subespècie Balearica pavonina pavonina. Hi viu el manatí africà i els peixos endèmics Synodontis gobroni i Gobiocichla wonderi.

## Amenaces
Un gran projecte d'irrigació amenaça l'ecologia de la zona consta d'unes 100.000 hectàrees i sembla que en cas de construir-se reduiria l'extensió del delta interior en un 43%. El pasturatge es veuria beneficiat pel regadiu.
Al delta interior hi ha tres llocs Ramsar de protecció de les aus amb una superfície total de 1.620 km²; Llac Horo, Llac Debo, i la plana inundable de Séri. El projecte d'embassament de Selingue afectaria el nivell de les aigües.